# Laguna Orbetello
Koordinati:   42°26′15″N, 11°11′39″E
Laguna Orbetello (v italijanskem izvirniku Laguna di Orbetello [lagùna di orbetèlo]), je laguna v severnem Tirenskem morju, južno od mesta Grosseto. Upravno spada pod italijansko deželo Toskana (pokrajina Grosseto). Zavzema skupno 26,9 km².
Toskansko otočje je nekoč obsegalo na jugu tudi otok Argentario, ki se je pa s časom združil s kopnim. Vzroka sta bila dva: najprej so morski tokovi ustvarili podolgovato sipino, ki je povezala otok s kopnim, pozneje je izliv reke Albegna ustvaril drugo sipino, ki je spet združila kopno in otok bolj na severu. Sipini, ki jih tu imenujejo tomboli [tòmboli], sta približno 6 km dolgi in 300 m široki.  Med njima je nastala laguna in otok je postal polotok. Prav na sredini lagune se pa odcepi proti bivšemu otoku ozek pas kopnega, ki je bil v devetnajstem stoletju podaljšan z jezom do nasproti stoječe obale: sedaj na zemljevidu izgleda, kot bi se Argentario s tremi »rokami« oprijemal kopnega. Mesto Orbetello se nahaja na skrajnem koncu kopnega, pred jezom, torej na sredi lagune. 
Laguno povezujejo z morjem trije kanali, dva na zahodni polovici in eden na vzhodni, a pretok vode je skromen, vsekakor nezadosten, če se upošteva znatno onesnaženje, ki ga moderno kmetovanje povzroča. Zaradi tega je habitat mnogih rib v laguni in ptic, ki ob njej gnezdijo ali počivajo, ogrožen. Samo del lagune je zaščiten.
Po zahodnem tombolu, ki se imenuje Giannella, je speljana široka cesta, ob kateri se vrstijo kopališča. Vzhodni tombolo, imenovan Feniglia, je porasel z drevjem in ima zanimivo zgodovino. Do prvih desetletij devetnajstega stoletja je bil popolnoma prekrit z gozdom, toliko, da se je vanj prišel skrivat slavni slikar Caravaggio, ko so ga oblasti preganjale. Toda močvirje je bilo silno nezdravo in slikar je zaradi malarije in pomanjkanja v njem našel smrt (1610). Prav zaradi neuporabnosti ozemlja je občinska uprava leta 1804 prodala tombolo privatnikom. Ti so pa izčrpali gozd, edino bogastvo ozemlja, do zadnjega drevesa. Pod vplivom vetra in morskih tokov se je začela sipina pomikati proti notranjosti lagune, torej proti mestu Orbetello, in laguna se je začela sušiti. S tem je pa bil ogrožen glavni vir dohodkov mesta, to je ribištvo, zato sta bila skopana dva kanala. Država je leta 1940 področje razlastila in nato poskrbela za intenzivno pogozdovanje. V teku 50 let je postala sipina velik gozd, danes je okoli 330 ha poraščenih z iglavci in 130 z listavci. Od leta 1971 je pod državno zaščito. Dovoljen je dostop in kopanje na obalah, toda vsako prevozno sredstvo razen kolesa je prepovedano. 